# جوهانس أغارد
جوهانس أغارد (بالدنماركية: Johannes Aagaard)‏ هو عالم عقيدة دنماركي، ولد في 29 أبريل 1928 في آرهوس في الدنمارك، وتوفي في 23 مارس 2007.